# Trọng tôn Cốc
Trọng tôn Cốc (chữ Hán: 仲孙穀; ?-614), tức Mạnh Văn bá (孟文伯), là vị tông chủ thứ hai của Mạnh tôn thị, một trong Tam Hoàn của nước Lỗ thời Xuân Thu trong Lịch sử Trung Quốc.
Trọng tôn Cốc là con của Trọng tôn Ngao, vị tông chủ đầu tiên của Tam Hoàn với bà Đái Kỉ. Cụ tổ 3 đời của ông là Lỗ Hoàn công, vị vua thứ 12 của nước Lỗ.

## Sự nghiệp
Năm 619 TCN, Chu Tương vương qua đời, Trọng tôn Ngao đến điếu tang, sau trốn sang nước Cử gặp Cử nữ. Người nước Lỗ lập Trọng tôn Cốc thế tập.
Trọng tôn Ngao ở nước Cử nhớ cố quốc bèn nhờ Trọng tôn Cốc xin cho mình về nước. Chú ông là Tương Trọng bèn bắt Trọng tôn Ngao không được tham gia chính sự nữa mới cho về. Lỗ Văn công chấp nhận, ra lệnh cho Trọng tôn Ngao về nước nhưng không tham dự chính sự, lại ban tước vị, quan thự, xa hoà phục sức, trạch để… giao cho Trọng tôn Cốc, cho tham gia chính sự. Sau Trọng tôn Ngao lại trốn sang nước Cử.
Năm 614 TCN, Trọng tôn Cốc qua đời, do con ông là Trọng tôn Miệt còn nhỏ nên Lỗ Văn công giao quyền thế tập họ Mạnh cho em ông là Trọng tôn Nạn.